# Yohan Le Berre
Yohan Le Berre, né le 20 septembre 1987 à Lagny-sur-Marne en France, est un triathlète et duathlète professionnel champion de France courte distance en 2017 et 2019, champion d'Europe et vice-champion du monde en 2018 de duathlon courte distance.

## Biographie

### Carrière sportive
En 2018, il commence en triathlon et finit sa saison 2019 en remportant l'Ironman 70.3 de Vichy.

## Palmarès
Le tableau présente les résultats les plus significatifs (podium) obtenus sur le circuit national et international de duathlon depuis 2012,.
| Année | Compétition                                        | Pays      | Position           | Temps           |
| ----- | -------------------------------------------------- | --------- | ------------------ | --------------- |
| 2019  | Ironman 70.3 Vichy                                 | France    | Médaille d'or      | 3 h 57 min 12 s |
| 2019  | Championnats de France de duathlon courte distance | France    | Médaille d'or      | 49 min 35 s     |
| 2018  | Championnats du monde de duathlon                  | Danemark  | Médaille d'argent  | 1 h 35 min 57 s |
| 2018  | Championnats d'Europe de duathlon                  | Espagne   | Médaille d'or      | 1 h 48 min 41 s |
| 2018  | Championnats de France de duathlon courte distance | France    | Médaille d'argent  | 0 h 52 min 44 s |
| 2018  | Grand Prix de duathlon avec Metz Triathlon         | France    | Médaille d'or      |                 |
| 2017  | Championnats d'Europe de duathlon                  | Espagne   | Médaille de bronze | 1 h 47 min 4 s  |
| 2017  | Championnats de France de duathlon courte distance | France    | Médaille d'or      | 1 h 20 min 19 s |
| 2017  | Grand Prix de duathlon avec Metz Triathlon         | France    | Médaille d'or      |                 |
| 2016  | Championnats d'Europe de duathlon                  | Allemagne | Médaille de bronze | 1 h 47 min 46 s |
| 2016  | Grand Prix de duathlon avec Metz Triathlon         | France    | Médaille d'argent  |                 |
| 2015  | Grand Prix de duathlon avec Metz Triathlon         | France    | Médaille d'argent  |                 |
| 2014  | Grand Prix de duathlon avec Metz Triathlon         | France    | Médaille d'argent  |                 |
| 2013  | Grand Prix de duathlon avec Metz Triathlon         | France    | Médaille d'or      |                 |
| 2012  | Grand Prix de duathlon avec Metz Triathlon         | France    | Médaille de bronze |                 |

## Décorations
- Chevalier de l'ordre national du Mérite (2024)[3]